# Jubileu de Diamant d'Elisabet II
El Jubileu de Diamant de la reina Elisabet II va ser la celebració internacional al llarg del 2012 que va marcar el 60è aniversari de l'ascensió de la reina Elisabet II al tron de set països, després de la mort del seu pare, el rei Jordi VI, el 6 de febrer de 1952.
Actualment, Elisabet II és reina regnant de 16 estats sobirans, 12 dels quals van ser colònies o dominis britànics al principi del seu regnat.
La reina Victòria és, juntament amb Elisabet II, l'única monarca en la història del Regne Unit, Canadà, Austràlia, Nova Zelanda i altres regnes de la Commonwealth que ha celebrat un Jubileu de Diamant (el 1897). Tal com mana la tradició en els jubileus, es van encunyar medalles commemoratives.

## La celebració
Artistes de tot el món van retre homenatge a la reina Elisabet, que va assistir al certamen junt amb el seu marit Felip d'Edimburg. Durant quatre dies de representació (el 10, 11, 12 i 13 de maig), hi va haver als jardins privats del castell de Windsor un espectacular programa d'equitació, exhibicions militars, música i ball.
Més de 550 cavalls portats d'arreu del món (el Carosello dei Carabinieri d'Itàlia, la Policia Muntada del Canadà, la Reial Cavalleria d'Oman, l'Escola d'Equitació Eqüestre Kremlin de Rússia i la meravellosa dansa Marwaris d'Índia) i més de 1.000 ballarins i músics internacionals van fer d'aquestes quatre nits una festa reina.
També hi va haver actuacions de la cantant Susan Boyle, el violinista David Garrett, l'artista Rolf Harris, els actors sudafricans de l'èxit de Disney El rei lleó i el grup Il Divo. Els narradors de l'esdeveniment van ser Helen Mirren, Alan Titchmarsh, Sanjeev Bhaskar, Omid Djalili i Martin Clunes.